# Stimmfremitus
Unter einem Stimmfremitus oder kurz Fremitus (aus dem Lateinischen für Brausen, Rauschen oder dumpfes Getöse) versteht man das leichte Vibrieren, das man bei verschiedenen Situationen beim Sprechen durch die auf den Brustkorb des Patienten aufgelegte Hand spüren kann (Stimmfremitus). Hierzu sagt der Patient bei der Untersuchung Wörter mit tiefen Vokalen mit tiefer Stimme („Neunundneunzig“), während der Arzt seine Hände auf den Brustkorb oder Rücken des Patienten legt.
Grundlage ist das Prinzip, dass tiefe Frequenzen durch lufthaltige Alveolen (Lungenbläschen) abgefiltert, bei pathologischen Infiltrationen (Gewebeverdichtungen durch z. B. Wassereinlagerung bei z. B. Lungenentzündung) dagegen verstärkt fortgeleitet werden.
Ein verstärkter Stimmfremitus tritt bei verdichtetem Lungengewebe (Infiltration) auf, z. B. bei einer Pneumonie. Abgeschwächt ist der Stimmfremitus bei einer Atelektase oder einer Pleuraschwarte. Stark abgeschwächt oder aufgehoben ist er bei einem Pleuraerguss oder einem Pneumothorax.